# Superliha (herrar)
Superliha är den högsta serien i volleyboll i Ukraina. Vinnaren blir ukrainsk mästare. VK Lokomotyv Charkiv är det mest framgångsrika laget med 17 titlar. Den näst högsta serien är Vyšča Liha.

## Resultat per år
| Säsong                  | Podium                     | Podium                                | Podium                           |
| Mästare                 | Andra                      | Tredje                                |                                  |
| ----------------------- | -------------------------- | ------------------------------------- | -------------------------------- |
| 1992 mer information    | VK Sjachtar                | VK Lokomotyv Charkiv                  | Azot Tjerkasy                    |
| 1992-93 mer information | VK Sjachtar                | Dynamo Luhansk                        | Torpedo Odesa                    |
| 1993-94 mer information | VK Lokomotyv Charkiv       | VK Lokomotyv Kyjiv                    | Torpedo Odesa                    |
| 1994-95 mer information | VK Lokomotyv Kyjiv         | VK Lokomotyv Charkiv                  | VK Sjachtar                      |
| 1995-96 mer information | VK Lokomotyv Charkiv       | MVK Odesa                             | Azot Tjerkasy                    |
| 1996-97 mer information | MVK Odesa                  | Azot Tjerkasy                         | Styrol Horlivka                  |
| 1997-98 mer information | MVK Odesa                  | Dynamo Luhansk                        | Azot Tjerkasy                    |
| 1998-99 mer information | MVK Odesa                  | Azot Tjerkasy                         | SKA VPS                          |
| 1999-00 mer information | Azot Tjerkasy              | MVK Odesa                             | VK Lokomotyv Charkiv             |
| 2000-01 mer information | VK Lokomotyv Charkiv       | Azot Tjerkasy                         | VSK Juriditjna Akademija Charkiv |
| 2001-02 mer information | VK Lokomotyv Charkiv       | Azot Tjerkasy                         | VSK Juriditjna Akademija Charkiv |
| 2002-03 mer information | VK Lokomotyv Charkiv       | VSK Juriditjna Akademija Charkiv      | Azot Tjerkasy                    |
| 2003-04 mer information | VK Lokomotyv Charkiv       | VSK Juriditjna Akademija Charkiv      | VK Mariupol                      |
| 2004-05 mer information | VK Lokomotyv Charkiv       | VK Mariupol                           | Azot Tjerkasy                    |
| 2005-06 mer information | Azot Tjerkasy              | Krymsoda Krasnoperekopsk              | VK Mariupol                      |
| 2006-07 mer information | VK Lokomotyv Charkiv       | Azot Tjerkasy                         | VK Mariupol                      |
| 2007-08 mer information | VK Lokomotyv Kyjiv         | VK Lokomotyv Charkiv                  | Impeksahpo Sport Tjerkasy        |
| 2008-09 mer information | VK Lokomotyv Charkiv       | Budіvelnyk-Dynamo-Bukovyna Tjernivtsi | Krymsoda Krasnoperekopsk         |
| 2009-10 mer information | VK Lokomotyv Charkiv       | Krymsoda Krasnoperekopsk              | Impeksahpo Sport Tjerkasy        |
| 2010-11 mer information | VK Lokomotyv Charkiv       | Impeksahpo Sport Tjerkasy             | Loko-Expres Charkiv              |
| 2011-12 mer information | VK Lokomotyv Charkiv       | Krymsoda Krasnoperekopsk              | Favoryt Lubny                    |
| 2012-13 mer information | VK Lokomotyv Charkiv       | Krymsoda Krasnoperekopsk              | Favoryt Lubny                    |
| 2013-14 mer information | VK Lokomotyv Charkiv       | Chimprom Sumy                         | Favoryt Lubny                    |
| 2014-15 mer information | VK Lokomotyv Charkiv       | Chimprom Sumy                         | VSK Juriditjna Akademija Charkiv |
| 2015-16 mer information | VK Lokomotyv Charkiv       | VK Prometej Dnipro                    | VSK Juriditjna Akademija Charkiv |
| 2016-17 mer information | VK Lokomotyv Charkiv       | VK Barkom Kazjany                     | VK Vinnytsia                     |
| 2017-18 mer information | VK Barkom Kazjany          | VK Lokomotyv Charkiv                  | VK Novator                       |
| 2018-19 mer information | VK Barkom Kazjany          | VK Sertje Podilla                     | VK Vinnytsia                     |
| 2019-20 mer information | Ej utdelade                | Ej utdelade                           | Ej utdelade                      |
| 2020-21 mer information | VK Barkom Kazjany          | Epicentr-Podoljany Horodok            | VSK Juriditjna Akademija Charkiv |
| 2021-22 mer information | Epicentr-Podoljany Horodok | VK Barkom Kazjany                     | VK Prometej Dnipro               |
| 2022-23 mer information | SK Prometej                | Epicentr-Podoljany Horodok            | VSK Juriditjna Akademija Charkiv |

## Resultat per klubb
| Lag                        | Antal titlar | Vunna säsonger |
| -------------------------- | ------------ | --- |
| VK Lokomotyv Charkiv       | 17           | 1993-94, 1995-96, 2000-01, 2001-02, 2002-03, 2003-04, 2004-05, 2006-07, 2008-09, 2009-10 2010-11, 2011-12, 2012-13, 2013-14, 2014-15, 2015-16, 2016-17 |
| MVK Odesa                  | 3            | 1996-97, 1997-98, 1998-99 |
| VK Barkom Kazjany          | 3            | 2017-18, 2018-19, 2020–21 |
| VK Sjachtar                | 2            | 1992, 1992-93 |
| Azot Tjerkasy              | 2            | 1999-00, 2005-06 |
| VK Lokomotyv Kyjiv         | 2            | 1994-95, 2007-08 |
| Epicentr-Podoljany Horodok | 1            | 2021-22 |
| SK Prometej                | 1            | 2022-23 |

### Översatt
1. ↑  ”ЧЕМПІОНАТИ В ОБОХ СУПЕРЛІГАХ ЗАВЕРШЕНО” (på ukrainska). Arkiverad från originalet den 28 juli 2020. https://web.archive.org/web/20200728123425/http://fvu.in.ua/news/491-2020-03-27-10-10-10. Läst 17 oktober 2020.